# Brain Drill
Brain Drill é uma banda norte-americana de death metal formada em 2005 em Ben Lomond, Califórnia. Tem contrato com o selo Metal Blade Records e lançaram seu primeiro álbum completo intitulado Apocalyptic Feasting em 5 de fevereiro de 2008. Após este trabalho, ouveram desentendimentos e discussões internas entre os membros, causando um desmembramento da banda, gerando assim boatos de que o Brain Drill estava encerrando suas atividades em 19 de março de 2008.
O fundador da banda, Dylan Ruskin, originalmente declarou que o Brain Drill estava acabado quando os outros três membros saíram. Mas o grupo recuperou-se, reestruturando-se com uma nova formação que continha o vocalista Steve Rathjen (que retornou ao grupo menos de duas semanas após deixá-lo), o baterista Joe Bondra (mais tarde substituído ainda por Ron Casey) e o baixista Ivan Munguia. Com a nova formação, o Brain Drill lançou seu segundo trabalho, Quantum Catastrophe, em 2010.

## História

### Formação inicial eThe Parasites(2005 - 2006)
Originalmente o grupo foi concebido como um "projeto paralelo" do guitarrista Dylan Ruskin, após deixar sua antiga banda, Burn at the Stake. Ruskin começou a procurar por um baterista, e eventualmente conheceu Marco Pitruzella (ex-baterista das bandas de death metal Vile, Vital Remains, The Faceless, e outros nomes conhecidos do metal extremo). Após alguns meses em jam sessions, o vocalista Steve Rathjen juntou-se ao grupo. O trio então entrou no Castle Ultimate Studios com o produtor Zack Ohren, e lá gravaram um EP de 6 faixas, sob o título "The Parasites", entre março e maio de 2006. Logo após terem gravado, Rathjen deixou a banda e foi substituído por Andre Cornejo (ex-vocalista da banda Dead Syndicate). O baixista Jeff Hughell (ex-Vile) foi adicionado ao grupo como novo e permanente membro. Rathjen então retornou ao Brain Drill.

### Apocalyptic Feasting(2007 - 2009)
Em entrevista realizada em 2007, o baixista do Cannibal Corpse, Alex Webster, recomendou o Brain Drill à gravadora Metal Blade Records, a qual assinou com a banda mais tarde naquele mesmo ano. O grupo então retornou aos estúdios da Castle Ultimate, novamente na compania de Zack Ohren; desta vez para trabalharem num álbum completo, que foi gravado em agosto de 2007. A continuação de seu EP de 2006, Apocalyptic Feasting, foi lançado em 5 de fevereiro de 2008 pela Metal Blade.
Pouco após o lançamento de Apocalyptic Feasting, tanto Marco Pitruzzella como Jeff Hughell deixaram a banda devido a problemas na tour. Baseado em uma declaração de Dylan Ruskin no perfil do Myspace da banda, parecia que o Brain Drill havia dividido-se. Não muito depois, tais rumores foram desmentidos, e a banda começou a procurar por substitutos.

### Quantum Catastrophe(2009 - hoje)
Em dezembro de 2009, o Brain Drill voltou ao Castle Ultimate Studios uma terceira vez, e novamente produzidos por Zack Ohren, para gravarem seu segundo álbum. Quantum Catastrophe debutou em 11 de maio de 2010. A faixa "Monumental Failure" estreou antes mesmo do lançamento do trabalho, e obteve grande sucesso na mídia. Outra música, "Beyond Bludgeoned", foi lançada também antes do álbum, bem próximo do lançamento deste. Um videoclipe desta faixa foi criado, produzido em Comcast por encomenda.

## Integrantes
- Dylan Ruskin – Guitarra
- Ivan Munguia – Baixo
- Ron Casey – Bateria
- Steve Rathjen – Vocal

### Ex-membros
- Jeff Hughell – Baixo
- Marco Pitruzella – Bateria
- Joe Bondra – Bateria
- Andre Cornejo – Vocal

## Discografia
- The Parasites (EP, 2006)
- Apocalyptic Feasting (2008)
- Quantum Catastrophe (2010)